# Fällbro

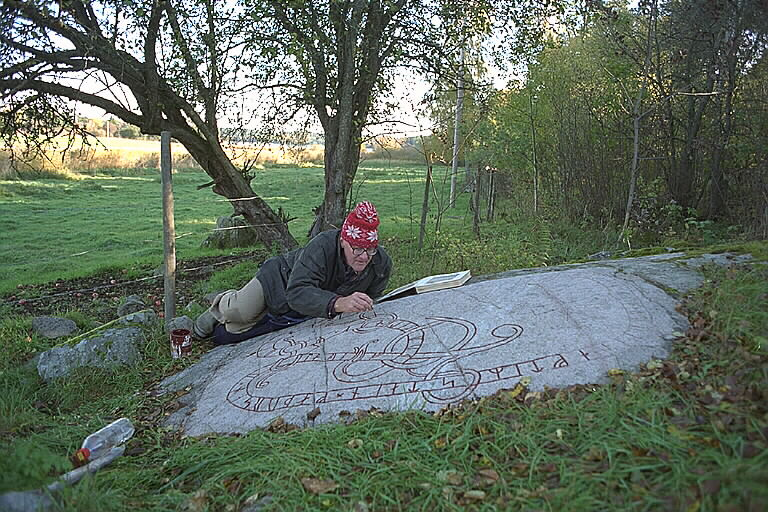
U145 i Fällbro, 1997.

Fällbro är gård och ett område med runristningar längst Skålhamravägen i nordvästra delen av Täby kommun.   
Gården Fällbro tros ha rötter i järnåldern och omges av tre gravfält från den yngre järnåldern (500-1050 f. Kr.). Vid det största gravfältet  mitt emot Fällbro gård och intill Skålhamravägen ligger en av runhällarna, U Fv1946;258, upptäckt så sent som 1946. Strax söder om gården längs vägen står en runsten, U 142, som är rest över stormannen Jarlabanke av hans hustru  Kättilö och sonen Ingefast. Ännu cirka 100 meter söderut, vid Fällbro bro och Hagbyån som utgör gränsen mellan Fällbro och Hagby, U 145 och U 146. Dessa båda hällar nämner en bro och det gör runstenen också. Bäcken var sannolikt bredare då hällarna ristades och Skålhamravägen gick då mellan dessa två runhällar.
Vid Fällbro bro ligger också en ingång till Hagby ekopark.

## Runristningar

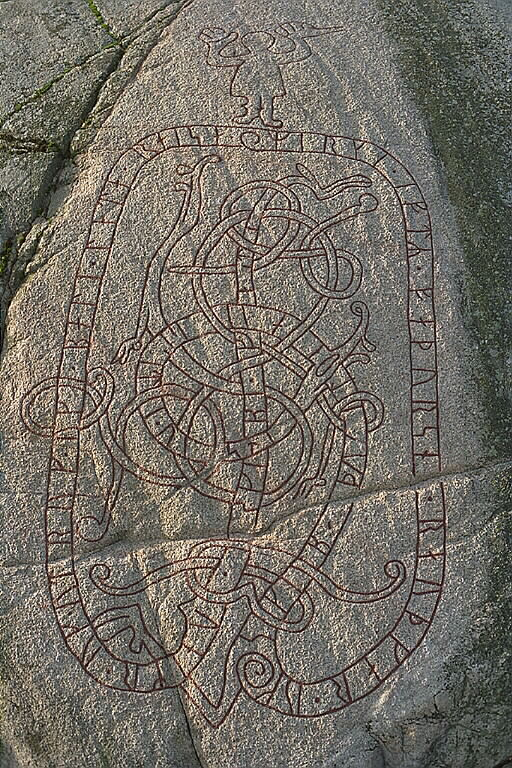
U Fv1946;258
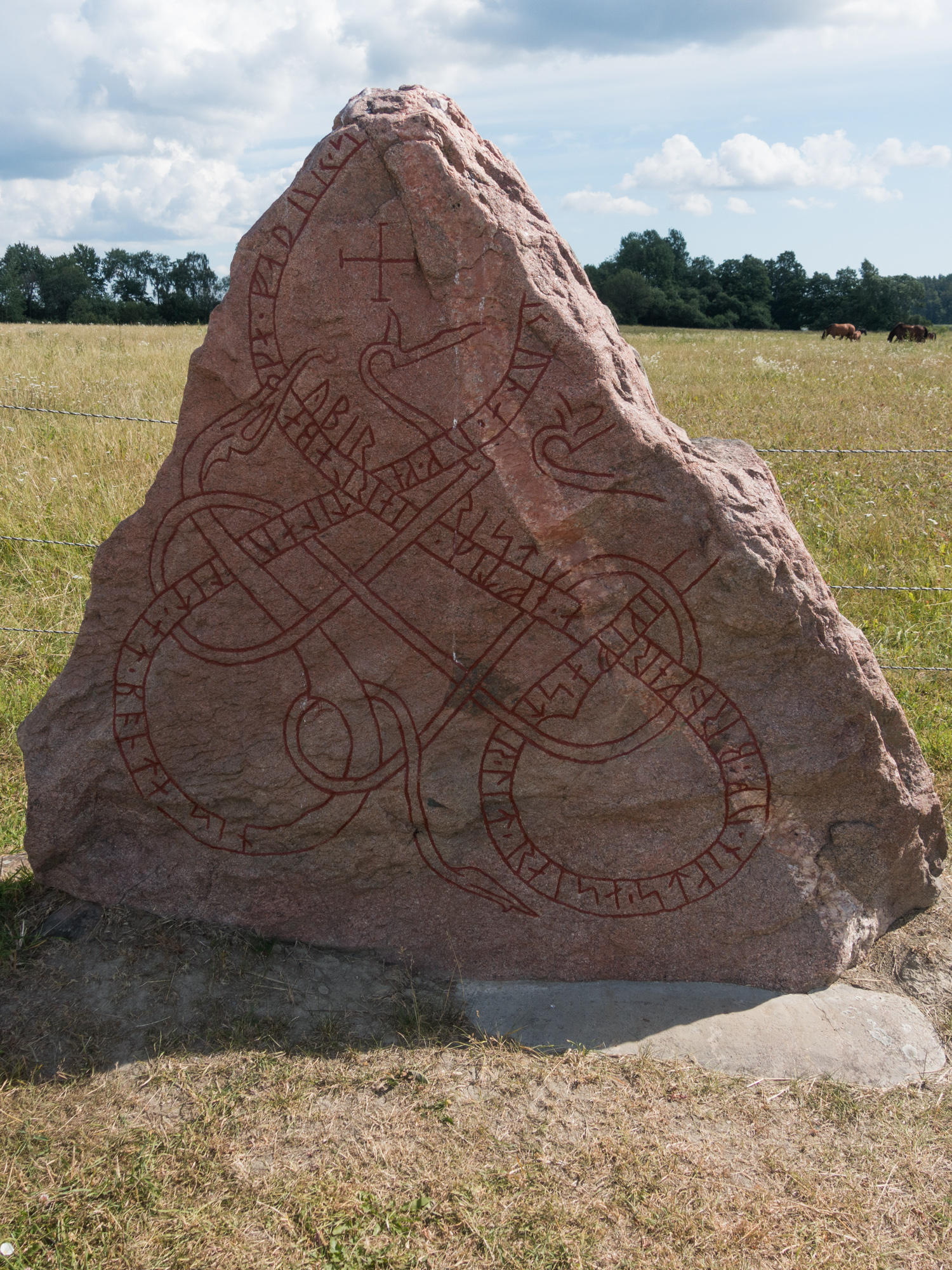
U 142
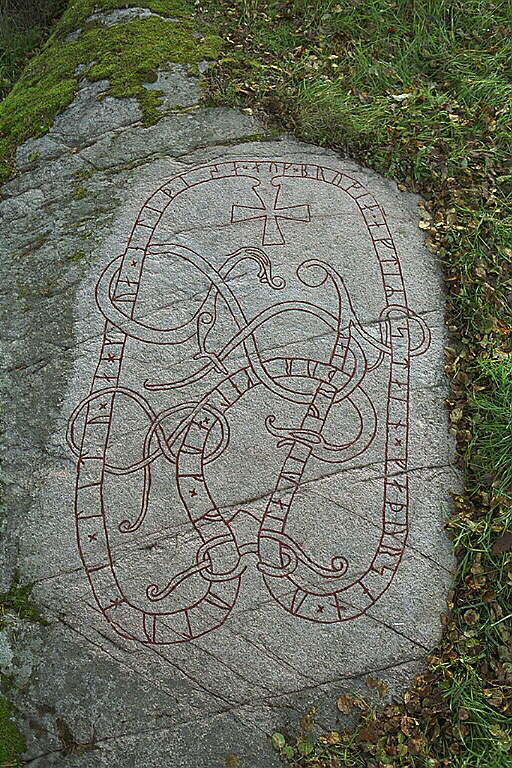
U 145
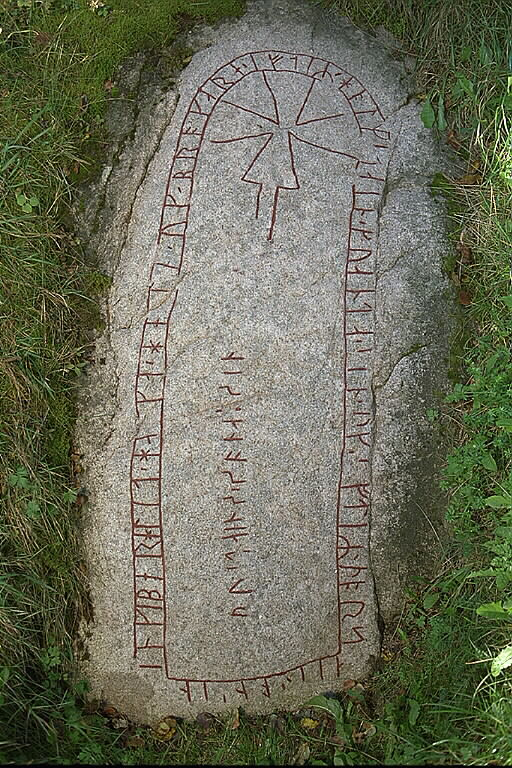
U 146

### Runhäll - U Fv1946;258
Runhällen ligger mitt emot Fällbro gård på andra sidan Skålhamravägen och dateras till ca 1060-1100 e Kr. Hällen är signerad av runmästaren Visäte. 
Text: Onäm och Otrygg och Balle låter resa märket efter sin fader Rödkår och skepp … Visäte ristade skepp …
Ovanför runslingan syns av en figur med föremål i händerna som ibland kallas för den äldsta avbildningen av en Täbybo.

### Runsten - U 142
Runstenen är i rödaktig granit ligger ca 80 meter norr om Fällbro bro längst Skålhamravägen och dateras till ca 1060-1100 e. Kr.. Stenen är märkt med ett litet kors, är skadad upptill samt på höger sida och är signerad av runmästaren Öpir.
Ingefast lät resa stenen och göra bron efter Jarlabanke, sin fader, och Joruns son, och Kättilö lät (resa stenen) efter sin man. Öpir ristade.
Står ca 80 m norr om Fällbro bro, invid och öster om Skålhamravägen.

### Runhäll - U 145
Runhällen ligger strax söder om Fällbro bro och dateras till ca 1060-1100 e. Kr.. Hällen är signerad av runmästaren Olev.
Text: Torkel och Fulluge lät hugga denna häll och göra bron efter Sten, sin fader. Olev högg.

### Runhäll - U 146
Runhällen ligger strax söder om Fällbro bro och dateras till ca 980-1015 e. Kr. Hällen är märkt med kors.
Text: Ingeborg lät hugga hällen och göra bron efter Holmsten, sin man, och efter Torsten, sin son. Torstens, sin sons.
Textens avslutning är oklar.